# Æthelbert II del Kent
Æthelbert II (... – 762) regnò sul Kent dopo la morte del padre Wihtred insieme ai fratelli Eadberht I e Alric.
Dopo la morte dei fratelli avrebbe regnato insieme al nipote Eardwulf. Secondo la Cronaca anglosassone morì nel 762. Suo figlio sarebbe stato Eadberht II, mentre una figlia, di cui non si conosce il nome, avrebbe sposato Ealhmund, il futuro re del Kent. Sebbene nella seconda parte del suo regno il Kent fu sotto il dominio della Mercia, Æthelberht II mantenne la sua posizione di sovrano.